# Colihaut
Colihaut est un village côtier du nord de la Dominique dans la paroisse de Saint Peter à mi-chemin entre les villes de Roseau et de Portsmouth. Sa population est de 889 habitants. 
La majorité des habitants de Colihaut gagnent leur vie dans des activités d'extraction de pierre ou de pêche.
En août 2015, la tempête tropicale Erika a frappé la Dominique. De fortes pluies ont entrainé des inondations massives et la destruction de nombreuses maisons sur les rives du fleuve Colihaut qui traverse le village. 